# Tuningen

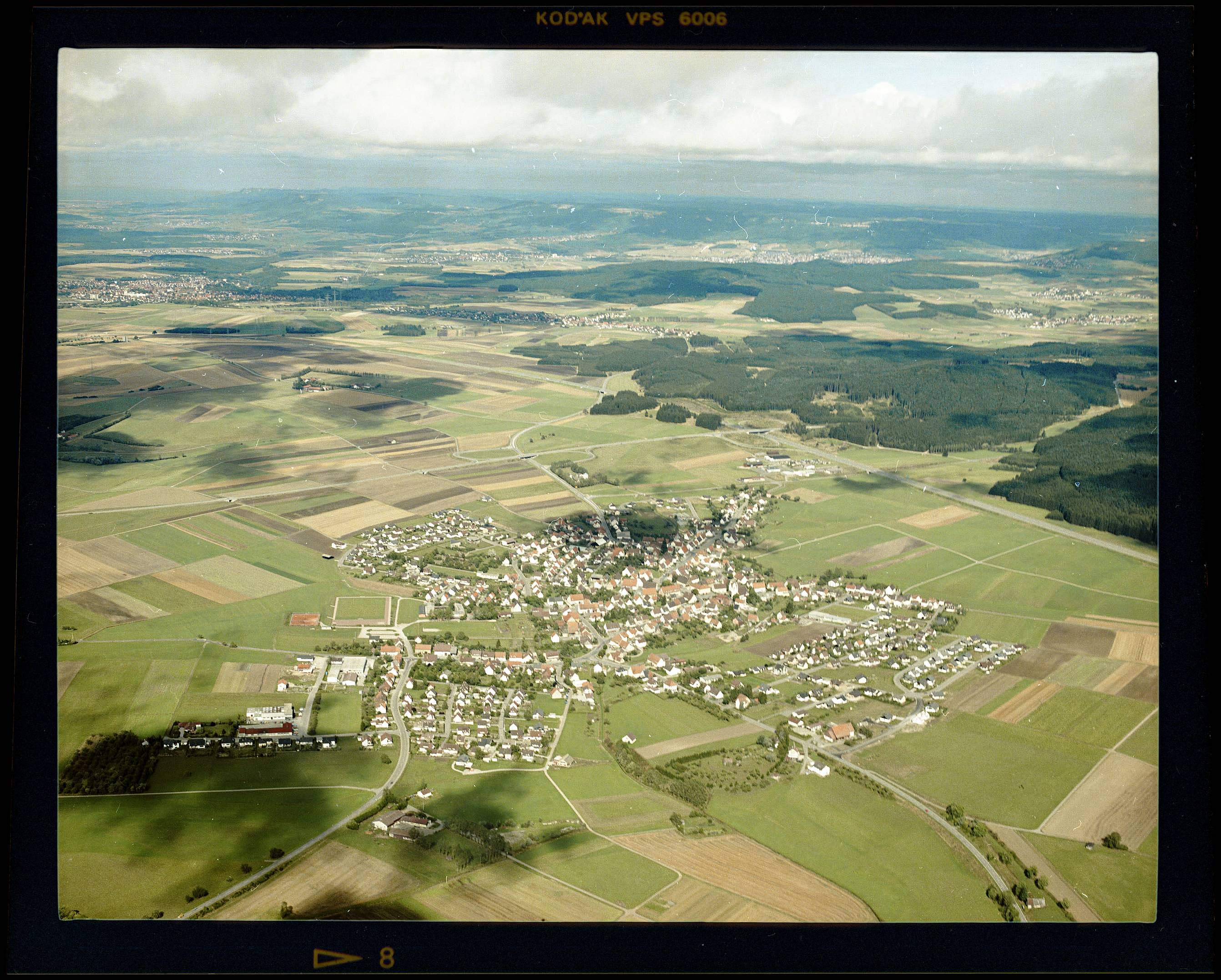
Luftbild von Tuningen (1983)

Tuningen ist eine Gemeinde in Baden-Württemberg und gehört zum Schwarzwald-Baar-Kreis. Die Gemeinde gehört zur Verwaltungsgemeinschaft Villingen-Schwenningen.

## Geographie

### Geographische Lage
Tuningen liegt auf der Baar, einer Hochebene zwischen dem Schwarzwald im Westen und der Schwäbischen Alb im Osten.

### Nachbargemeinden
Tuningen grenzt im Norden an die Stadtteile Mühlhausen und Weigheim der Kreisstadt Villingen-Schwenningen, im Osten an den Trossinger Stadtteil Schura und an die Gemeinden Durchhausen und Talheim sowie im Süden und Westen an die Stadtteile Sunthausen und Hochemmingen der Kurstadt Bad Dürrheim.

### Klima
Gesundes Reizklima, durchschnittlich 1650 Sonnenstunden im Jahr.

### Gemeindegliederung
Zur Gemeinde Tuningen gehören das Dorf Tuningen und die Höfe Birkenhof, Erlenhof, Haldenhof, Lindenhof, Lochenrain, Obere Mühle, Schonwiesen und Untere Mühle.
Im Gemeindegebiet Tuningens liegt die abgegangenen Ortschaft Kalkhof. Östlich von Tuningen liegt das Schänzle, das als keltische Viereckschanze zu deuten ist.

### Schutzgebiete
Östlich von Tuningen befindet sich der als Schonwald ausgewiesene Haldenwald. Tuningen hat zudem Anteil am Vogelschutzgebiet Baar.

## Geschichte
Tuningen wurde im Jahre 797 in einer Schenkungsurkunde des Klosters St. Gallen erstmals erwähnt. Im Hochmittelalter lag der Ort im Gebiet des Herzogtums Schwaben und geriet im Spätmittelalter unter die Herrschaft der Grafen von Lupfen. Seit 1444 gehörte Tuningen zu Württemberg und wurde dem Amt Tuttlingen unterstellt. Nach der Gründung des Königreichs Württemberg blieb der Ort beim Oberamt Tuttlingen. Im Jahre 1876 hatte Tuningen 1642 Einwohner und war damit nach Tuttlingen und Trossingen die drittgrößte Gemeinde des Oberamts Tuttlingen. Durch die Verwaltungsreform während der NS-Zeit in Württemberg 1938 gelangte Tuningen zum Landkreis Tuttlingen. 1945 wurde die Gemeinde Teil der Französischen Besatzungszone und kam somit zum neu gegründeten Land Württemberg-Hohenzollern, welches 1952 im Land Baden-Württemberg aufging. Seit der Kreisreform von 1973 gehört Tuningen zum Schwarzwald-Baar-Kreis.

## Religionen
Neben einer evangelischen und einer römisch-katholischen Kirchengemeinde gibt es in Tuningen auch eine Gemeinde der Methodisten.

## Politik

### Gemeinderat
Nach der Kommunalwahl vom 9. Juni 2024 ergibt sich die folgende Sitzverteilung. Die Wahlbeteiligung lag bei 63,31 % (2019: 70,5 %). Der Gemeinderat besteht aus den gewählten ehrenamtlichen Gemeinderäten und dem Bürgermeister als Vorsitzendem. Der Bürgermeister ist im Gemeinderat stimmberechtigt.
| Partei / Liste                         | %       | Sitze   | Ergebnis 2019   |
| -------------------------------------- | ------- | ------- | --------------- |
| Freie Liste Tuningen                   | 60,08 % | 8 Sitze | 56,3 %, 7 Sitze |
| Liste für Bürgerbeteiligung und Umwelt | 31,92 % | 4 Sitze | 43,7 %, 5 Sitze |

### Bürgermeister
Im März 2019 wurde Ralf Pahlow (* 1968, CDU) mit 91,1 % Prozent der Stimmen zum neuen Bürgermeister gewählt. Er war der einzige Kandidat, zum 1. Mai 2019 trat er sein Amt an. Pahlow war zuvor über sechs Jahre als Leiter des Straßenverkehrsamtes beim Landratsamt Schwarzwald-Baar-Kreis tätig.
In seinem Amt folgte er auf Jürgen Roth, der zum 1. Januar 2019 sein neues Amt als Oberbürgermeister von Villingen-Schwenningen antrat, weshalb das Amt des Tuninger Bürgermeister für einige Zeit vakant war.

### Wappen
| Wappen der Gemeinde Tuningen | Blasonierung: „In Silber (Weiß) ein angehackter schwarzer Schrägbalken, aus dem beiderseits je eine golden (gelb) besamte rote Rose mit grünen Kelchblättern an schwarzem Stiel wächst.“ |
| Wappen der Gemeinde Tuningen | Wappenbegründung: Bei der Beschaffung eines neuen Schultheißenamtssiegels im Jahre 1910 tauchte die Frage nach einem Gemeindewappen auf. Auf einem älteren Stempel fand sich die Darstellung einer Tanne. Die zuständige Archivdirektion in Stuttgart empfahl jedoch, statt der Tanne das Wappen des seit dem 13. Jahrhundert bezeugten Ortsadels, der Maier von Tuningen, zu übernehmen. Diese waren von Verwaltern des beträchtlichen hiesigen Grundbesitzes des Klosters St. Gallen in den Niederadel aufgestiegen, jedoch schon im 14. Jahrhundert von Tuningen abgewandert. Ihre Burg war württembergisches Lehen. Nach mehrmaligem Wechsel der Ortsherrschaft kam Tuningen 1444 an Württemberg. Seit 1910 führt die Gemeinde das Wappen in der noch heute gültigen Gestalt. |

### Gemeindepartnerschaft
Tuningen pfleg seit 1998 partnerschaftliche Beziehungen zu der italienischen Stadt Camogli in der Metropolitanstadt Genua.

## Kultur und Sehenswürdigkeiten

### Museen
Das Tuninger Heimatmuseum wurde am 23. März 1997 im Zuge der 1200-Jahr-Feier, eingeweiht. Die Ausstellung soll Einblick in das Leben und den Alltag der Tuninger von einst gewähren. Das Museum ist jeden 1. und 3. Sonntag im Monat von 14.00–17.00 Uhr geöffnet (Januar bis Mai und Oktober bis Dezember).

### Michaelskirche

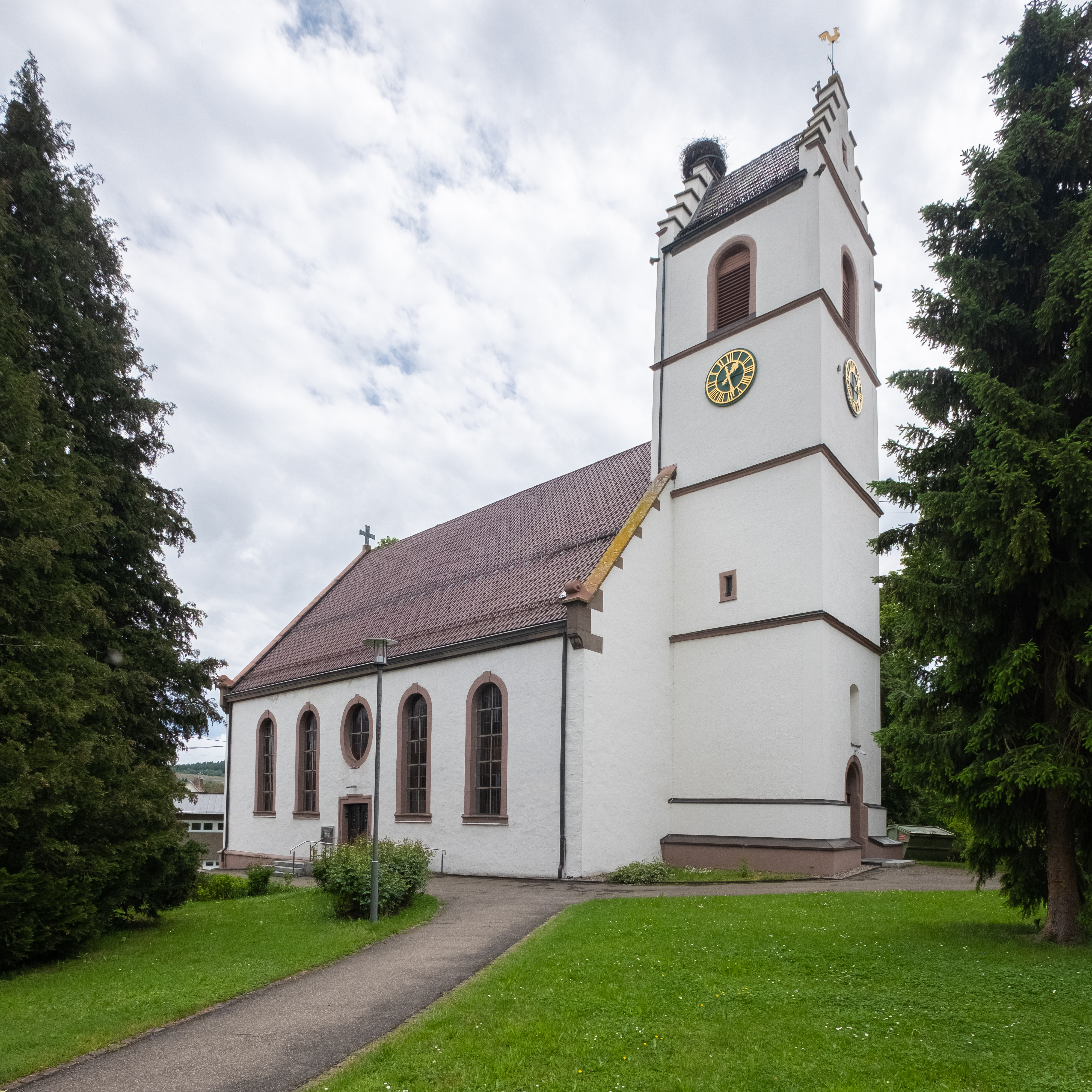
Michaelskirche

Die evangelische Michaelskirche im Ort hatte außerhalb des Ortes zwischen Sunthausen und Tuningen eine Vorläuferkirche, die dem St. Gallus geweihte war und wohl im Dreißigjährigen Krieg abgebrochen wurde. Schon 1537 wurde auf Beschluss des Vogtes und der Bevölkerung gegen den Widerstand der Stadt Villingen die Reformation eingeführt. Erster evangelischer Pfarrer war Johannes Khym. Die heutige Kirche wurde im 17. Jahrhundert innerhalb des Ortes erbaut, der Turm datiert 1686. 1728 bis 1731 wurde sie durch Landbaumeister Georg Friedrich Majer aus Stuttgart zu einer typischen Querkirche mit polygonalem Sakristei-Anbau vergrößert und mit hufeisenförmiger Anordnung von Gestühl und Dreiseiten-Empore auf die Kanzel und darunter/davor den Altar ausgerichtet. Sie erhielt den Namen Michaelskirche, da es vermutlich auf dem Friedhof in Tuningen bereits in vorreformatorischer Zeit eine Michaelskapelle gab, die auch als Pfarrkirche diente. 1857 wurde die Außenfassade samt Turm renoviert. 1901 erfolgte durch Architekt Heinrich Dolmetsch eine historisierende Umgestaltung mit Dachstuhlerneuerung und dem Einbau von Farbverglasungen mit Maßwerk- und Bordüren-Ornamenten aus der Glasmaler-Werkstatt Ludwig & Theodor Wilhelm in Rottweil. 1966 bis 1968 wurde sie innen sowie 1990 außen renoviert. Im Jahre 1766 wird erstmals eine Kirchenorgel in der Tuninger Ortskirche erwähnt, die 1842 durch eine neue Orgel an der Ostempore ersetzt wurde. 1982 erhielt die Kirchengemeinde die heutige Orgel der Firma Georges Heintz aus Schiltach. Von der älteren Ausstattung sind die Kanzel, das Altargitter und der Altar mit aufgesetztem Fünf-Wunden-Kreuz erhalten.

### Viereckschanze

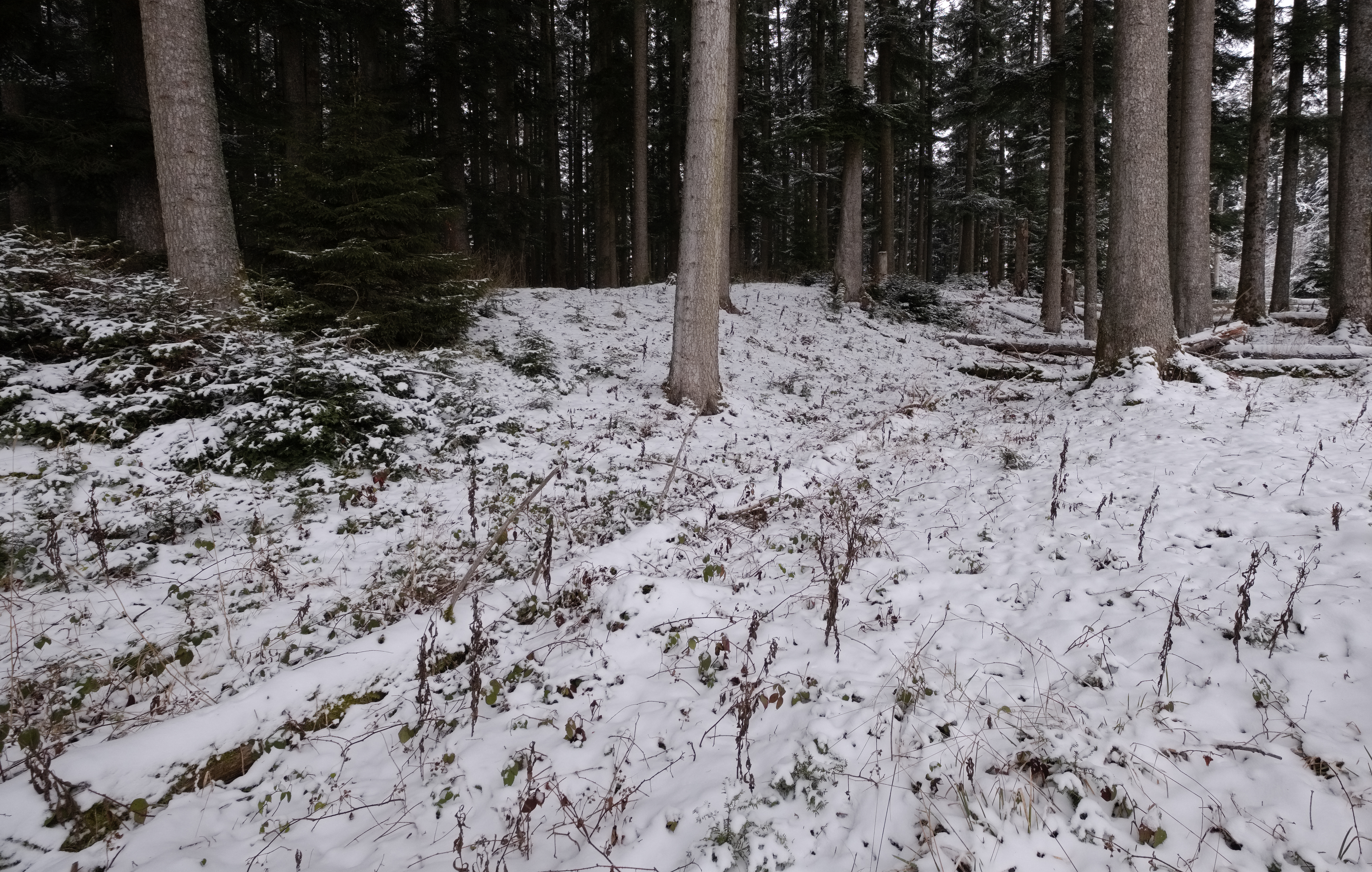
Viereckschanze Tuningen

Etwa zwei Kilometer östlich der Michaelskirche liegt im Waldgebiet Heidelburg eine vermutlich keltische Viereckschanze.

### Sport
Der Sportverein Tuningen e. V. wurde 1920 unter dem Namen Fussballclub Teutonia Tuningen 1920 gegründet. Am 2. August 1947 fand dann eine Wiedergründung unter dem heutigen Namen statt.

## Wirtschaft und Infrastruktur

### Verkehr
Tuningen liegt im Kreuz Bundesstraße 523 (Tuttlingen – Villingen-Schwenningen) und Bundesautobahn 81 (Würzburg – Gottmadingen) und hat eine eigene Anschlussstelle (Nr. 36). Den ÖPNV gewährleistet der Verkehrsverbund Schwarzwald-Baar.

### Bildung
Tuningen verfügt über eine Grundschule mit Ganztagesangebot. Für die jüngsten Einwohner bestehen ein kommunaler und ein evangelischer Kindergarten.
Die Volkshochschule Tuningen stellt eine Außenstelle der Volkshochschule Villingen-Schwenningen dar. Die Leitung der Schule wird seit 1987 von Frau Barbara Groh übernommen. Pro Semester werden etwa 25–30 Kurse und Veranstaltungen angeboten. Diese finden in den Räumlichkeiten der Grund- und Hauptschule, des kommunalen Kindergartens, sowie in der Sporthalle statt.

## Persönlichkeiten

### Söhne und Töchter der Gemeinde
- Johann Philipp Glökler (1819–1889), Pädagoge und Schriftsteller

- Wilhelmine Brigitta Schaible (1878–1950), evangelisch-lutherische Schriftstellerin geistlicher Lieder
- Theophil Laitenberger (1903–1996), Komponist, Kirchen- und Schulmusiker
- Heinz Müller (1924–1975), Radsportler, Weltmeister im Straßenrennen 1952